# Gornjokinabatanganski jezici
Gornjokinabatanganski jezici, podskupina od tri paitanska jezika, austronezijska porodica, koji se govore u malezijskoj državi Sabah.
Predstavnici su gornjokinabatanganski ili sungai milian [dmg], 5.000 (2000); lanas lobu [ruu], 2.800 (1986 SIL); tampias lobu [low] 1.800 (1985 SIL).
Širu paitansku skupinu čine zajedno s jezicima abai sungai [abf] i tombonuo [txa] iz Sabaha i jezikom yakan [yka] iz Filipina.

## Vanjske poveznice
- Ethnologue (14th)
- Ethnologue (15th)